# Río Tapalapa (vattendrag i Honduras)
Río Tapalapa är ett vattendrag i Honduras.   Det ligger i departementet Departamento de Santa Bárbara, i den västra delen av landet, 190 km nordväst om huvudstaden Tegucigalpa.